# Мар Контрерас
Мар Контрерас (шп. Mar Contreras) је мексичка глумица и певачица.

## Филмографија

### Теленовеле:
| Година:      | Српски назив:                | Оригинални назив: | Улога:             |
| ------------ | ---------------------------- | ----------------- | ------------------ |
| 2015.        | /                            |                   | Нансијага          |
| 2011.        | Жена која није могла да воли |                   | Ванеса             |
| 2010 — 2011. | Тереза                       |                   | Лусија Алварез     |
| 2009 — 2010. | Море љубави                  |                   | Роселија           |
| 2007 — 2008. | Олуја                        |                   | Пенелопе Монталбан |
| 2007.        | /                            |                   | Лорена             |

### Филмови:
| Година: | Српски назив: | Оригинални назив: | Улога:               |
| ------- | ------------- | ----------------- | -------------------- |
| 2013.   | /             |                   | Марифер              |
| 2008.   | /             |                   | Лули Касас дел Кампо |

### ТВ серије:
| Година: | Српски назив: | Оригинални назив: | Улога:   |
| ------- | ------------- | ----------------- | -------- |
| 2013.   | /             |                   | Карла    |
| 2008.   | /             |                   | Клаудија |